# Matthew Boehm
Matthew Boehm (* 28. Juni 1988 in North Miami, Florida) ist ein US-amerikanischer Schauspieler und Filmproduzent.

## Leben
Boehm wurde am 28. Juni 1988 in North Miami geboren. Seine Ausbildung zum Schauspieler erhielt er unter anderen an der Texas Acting and Modeling Academy. Sein Filmschauspieldebüt gab er 2011 im Kurzfilm Gayme Night. Zwischen 2012 und 2014 spielte er wiederkehrende Charaktere in den Fernsehserien The Flip Side, School of Thrones, Just Us Guys und Youthful Daze. 2014 stellte er außerdem mit der Rolle des Alfred Sinclaire eine der männlichen Hauptrollen im Film Porking Mandy dar. Im Folgejahr stellte er die größere Rolle des Eddie Linton im Fernsehfilm Gefährliche Leidenschaft – Wuthering High dar. 2016 wurde er für den BroadwayWorld Awards in der Kategorie Outstanding Lead Actor in a Play nominiert. Von 2017 bis 2018 verkörperte er die Rolle des Louis in der Fernsehserie I’m Fine. 2018 realisierte er als Produzent den Kurzfilm Magic H8 Ball, der unter anderen am 16. September 2018 auf dem Austin Comedy Short Film Festival und am 29. September 2018 auf dem Reeling LGBT International Film Festival: The Chicago LGBTQ+ International Film Festival gezeigt wurde.

## Filmografie (Auswahl)

### Schauspiel
- 2011: Gayme Night (Kurzfilm)
- 2012: I Think My Facebook Friend Is Dead
- 2012: Explode for Me
- 2012–2013: The Flip Side (Fernsehserie, 3 Episoden)
- 2013: School of Thrones (Fernsehserie, 3 Episoden)
- 2013: Just Us Guys (Fernsehserie, 4 Episoden)
- 2013: Orenthal: The Musical
- 2013: Son of Ghostman
- 2013: Shoops (Kurzfilm)
- 2014: Last Man Standing (Fernsehserie, Episode 3x19)
- 2014: Youthful Daze (Fernsehserie, 2 Episoden)
- 2014: Porking Mandy
- 2014: Eden (Kurzfilm)
- 2015: Gefährliche Leidenschaft – Wuthering High (Wuthering High, Fernsehfilm)
- 2015: Killing Animals
- 2015: Say It (Kurzfilm)
- 2017–2018: I’m Fine (Fernsehserie, 4 Episoden)

### Produktion
- 2018: Magic H8 Ball (Kurzfilm)

## Theater (Auswahl)
- Dream Boy, Regie: Michael Matthews
- Buffy Kills Edward, Regie: Laura Wiley
- The Milford Project, Regie: Kevin Oeser
- Into The Woods, The City Theatre
- Cinderella, The Palace Theatre
- The Fantasticks, The Way Off Broadway
- Big River, SFASU
- Legends of the Field, Moo! Productions
- Sour Grapes, Austin, TX Summer Musical
- Annie Warbucks, Lamplite